# Taxi 4
Taxi 4 (bra/prt: Taxi 4) um filme francês de 2007, do gênero comédia de ação, dirigido por Gérard Krawczyk com roteiro de Luc Besson.
Esta sequência de Taxi 3 tem novamente Samy Naceri no papel do taxista.

## Sinopse
O filme começa com a polícia de Marselha em operação para conduzir em segurança a estrela do futebol francês Djibril Cissé ao Estádio Vélodrome, onde haverá uma partida beneficente. Como estão atrasados, chamam o taxista Daniel Morales.

## Elenco
- Samy Naceri.... Daniel Morales
- Frédéric Diefenthal....Emilien
- Bernard Farcy.... Comissário Gibert
- Jean-Christophe Bouvet.... General Edmond Bertineau
- Emma Sjöberg....Petra
- Jean-Luc Couchard.... O Belga
- Edouard Montoute....Alain
- Djibril Cissé.... ele mesmo